# Tepelné čerpadlo

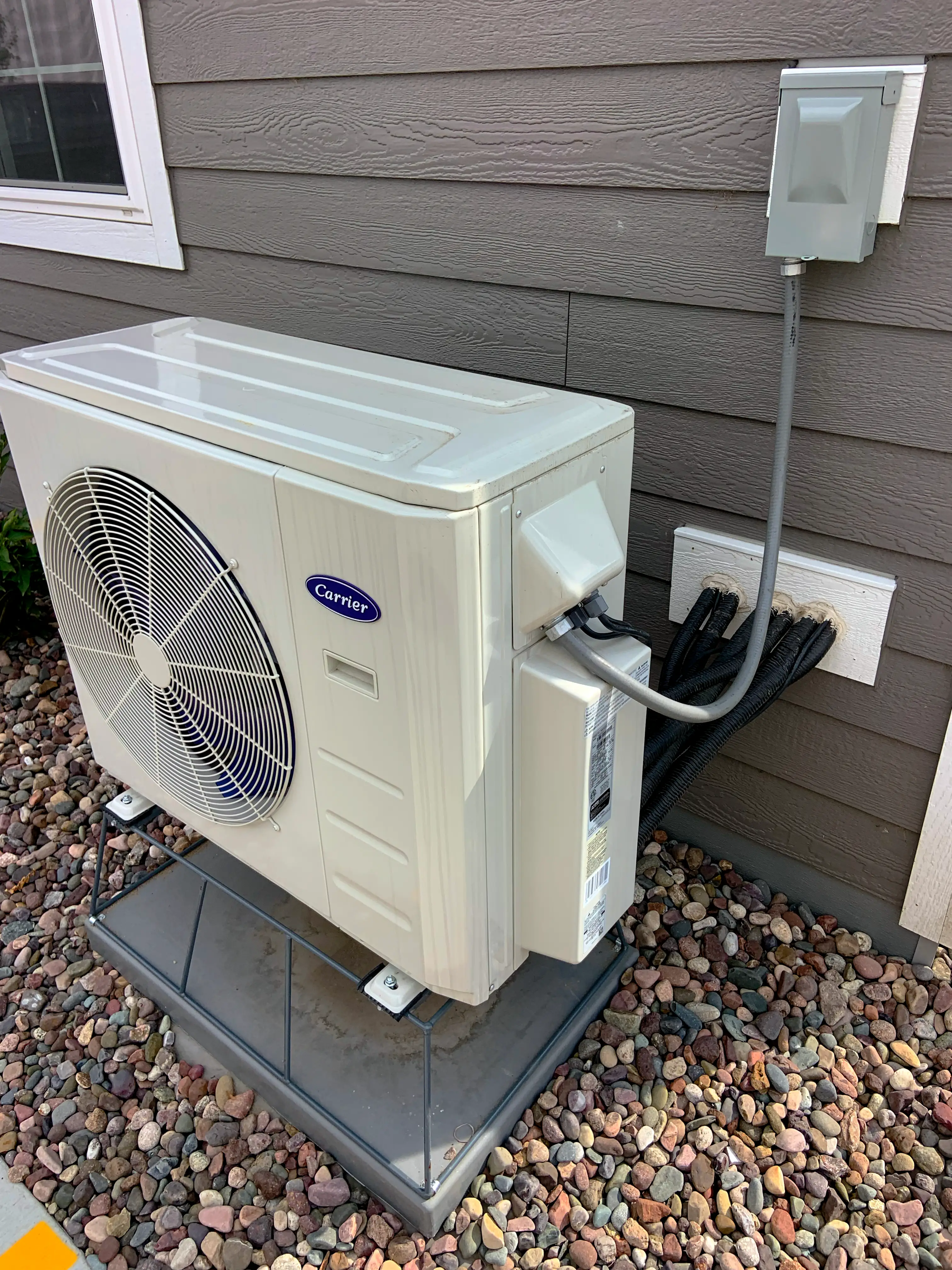
Vnější jednotka tepelného čerpadla

Tepelné čerpadlo je zařízení využívající elektrickou energii k přenosu tepelné energie z prostředí s nižší teplotou do prostředí s teplotou vyšší. Tento přenos probíhá prostřednictvím termodynamického cyklu, podobného chladicímu cyklu, při němž dochází ke snižování teploty ve studeném prostoru a zároveň ke zvyšování teploty v prostoru teplejším. V zimním období tepelné čerpadlo odebírá teplo z vnějšího prostředí, například ze vzduchu, půdy nebo vody, a přenáší jej do interiéru budovy za účelem vytápění. V letních měsících může proces probíhat opačně, kdy zařízení odvádí teplo z interiéru do venkovního prostředí a funguje jako klimatizační jednotka. Pracovním médiem systému je chladivo, které cirkuluje uzavřeným potrubním okruhem. Nejprve je stlačeno v kompresoru, čímž se zvýší jeho tlak a teplota. Zahřáté plynné chladivo poté proudí do tepelného výměníku (kondenzátoru) umístěného v interiéru, kde předá část své tepelné energie do vytápěného prostoru a následně zkondenzuje na kapalinu. Ta pak putuje přes expanzní ventil do výparníku ve vnějším prostředí, kde poklesem tlaku dochází k jejímu odpaření a ochlazení. Takto ochlazené chladivo opět absorbuje teplo z okolního prostředí a celý cyklus se opakuje.
Rozlišují se různá konstrukční provedení tepelných čerpadel podle zdroje tepla a způsobu jeho předávání. Nejčastěji se využívá energie venkovního vzduchu, dále pak geotermální energie ze zemského podloží nebo teplo z vodních zdrojů, případně odpadní teplo z větracího systému. Kromě individuálního využití v rodinných a bytových domech nacházejí tepelná čerpadla uplatnění také ve velkoplošných systémech centrálního zásobování teplem.
Díky vysoké energetické účinnosti a narůstajícímu podílu obnovitelných a bezemisních zdrojů v elektroenergetice představují tepelná čerpadla významný nástroj pro snižování emisí skleníkových plynů a zmírňování dopadů klimatické změny. Při spotřebě 1 kWh elektrické energie jsou schopna přenést do objektu až 5 kWh tepelné energie. Uhlíková stopa jejich provozu závisí na emisním profilu elektrické energie, avšak ve většině případů je výrazně nižší než u systémů založených na spalování zemního plynu. Podle údajů z roku 2021 pokrývala tepelná čerpadla přibližně 10 % celosvětové poptávky po vytápění a ohřevu vody, přičemž odhady ukazují, že by mohla účinně pokrýt více než 80 % těchto potřeb.

## Princip

Princip tepelného čerpadla:
1. kondenzátor 2. expanzní tryska 3. výparník 4. kompresor

Princip tepelního čerpadla je založen  na chladicím cyklu vynalezeném Carlem von Linde  v roce 1876. Princip tepelného čerpadla je základem řady strojů a zařízení, např.:
- chladničky a mrazničky,
- klimatizace,
- některých druhů vytápění.

Tepelné čerpadlo využívá nejčastěji kompresor. Jde o využití stejného mechanismu, jaký využívá kompresorová lednička (lednička využívá přímý Carnotův cyklus), avšak tepelné čerpadlo tento cyklus využívá i obráceně (obrácený Carnotův cyklus). Lednička ochlazuje svůj vnitřní prostor na úkor ohřátí vnějšího (na zadní straně ledničky je během chodu teplé potrubí, které ochlazuje cirkulující chladivo na teplotu místnosti, čímž místnost ohřívá). Tepelné čerpadlo obecně může naopak i ochlazovat vnější prostředí, aby ohřálo vnitřní prostor.
Chladivo je v kompresorovém tepelném čerpadle z plynného stavu stlačeno, čímž se sníží jeho objem a prudce se zahřeje. Poté je chladivo vpuštěno do kondenzátoru. Zde horké chladivo odevzdá své kondenzační skupenské teplo (např. ohřívané vodě či vzduchu pro vytápění uvnitř domu), čímž se ochladí a změní se přitom na kapalinu (kondenzuje). Zkondenzované ochlazené chladivo projde v podobě kapaliny skrz expanzní trysku do venkovního výparníku (za tryskou dojde ke snížení tlaku), čímž se změní na plyn a spotřebuje k tomu výparné skupenské teplo, takže se plyn prudce ochladí (pod teplotu okolí) a následně se ohřeje přijmutím tepla ze svého okolí (čímž dojde k ochlazení okolí mimo vytápěný dům). Poté opět pokračuje do kompresoru a cyklus se opakuje.

### Topný faktor
Jednou z charakteristik práce tepelného čerpadla je topný faktor. Ten udává efektivitu práce tepelného čerpadla jako poměr vyrobeného tepla a spotřebované energie. Obvyklá hodnota je 2,5 až 5, což znamená že spotřebováním určitého množství energie získáme její trojnásobek (například na ohřátí vody). Při výběru tepelného čerpadla je vždy nutné zohlednit, k jaké teplotě okolí se výrobcem uvedený topný faktor vztahuje. Ukazatel se vypočítá jako poměr topného výkonu k příkonu při různých teplotách. Jedná se o teoretickou hodnotu, která v praxi bývá nižší.

### Vliv počasí na účinnost
Tepelná čerpadla pracují dobře jen v určitém rozmezí teplot (dle použitého média a kompresoru). Mimo doporučené pracovní teploty (v okolí výměníku) se účinnost tepelného čerpadla snižuje (snižuje se topný faktor). Účinnost omezí mrazy (cca od −15 °C do −28 °C) a také vysoké teploty (nad 45 °C). Proto není doporučeno umisťovat výměník na jižní stranu domu, kde se bude přehřívat a zároveň je nutné respektovat nejnižší venkovní teploty. Venkovní jednotky je možné polepit speciální fólií, která zvyšuje odolnost vůči mrazu a nebo přehřátí. Rozmezí nejvyšší účinnosti je dáno použitým chladivem, typem čerpadla (kompresoru) a tím i tlakem chladiva. 

### Chladivo
Topný faktor a jeho velikost za určitých venkovních teplot (počasí) je dán kvalitou kompresoru a použitým chladivem. Ideální chladiva mají však negativní účinky. Klimatizace dříve používaly chladivo R717 (nebezpečný jedovatý čpavek) nebo chladiva poškozující ozonovou vrstvu (freony, jejichž používání ukončila Vídeňská konvence o ochraně ozónové vrstvy). Poté byla používána například chladiva R32 nebo směsi (R407C), které sice nepoškozují ozonovou vrstvu, ale mají vysoký vliv na globální oteplování, a proto je jejich výroba také postupně ukončována podle Montrealského protokolu. Vyspělá tepelná čerpadla používají chladivo R290 (propan) nebo jiná, která mají nízký vliv na globální oteplování, např. R1270 (propylen), ve vývoji jsou pro R744 (oxid uhličitý). Za účelem porovnání vlivu chladiv na životní prostředí je používán index potenciálu globálního oteplování (GWP), kde CO2 má index 1 a látky s horším vlivem na životní prostředí mají vyšší číslo vyjadřující násobek škodlivosti CO2.

### Rozdíl tepelných čerpadel x/voda a x/vzduch
Tepelná čerpadla x/vzduch jsou často optimalizována na letní provoz, zatímco teplená čerpadla x/voda na zimní provoz. U čerpadel x/vzduch může v zimním období docházet k nižší účinnosti,  mají větší hlučnost, může dojít k zamrzání venkovní jednotky a podobně. 
Tepelná čerpadla x/voda neumí chladit a pokud ve stávajícím teplovodním systému nahradí kotel na fosilní paliva, většinou nedosahují potřebného výkonu.
Použitý kompresor (čerpadlo) je u levnějších klimatizací z důvodu nižší ceny rotační (lze ho přirovnat k obrácenému Wankelovu motoru), zatímco výkonné klimatizace používají dražší a účinnější čerpadlo typu scroll (dvě spirály vložené do sebe).

## Vytápění tepelným čerpadlem
Charakteristikou tepelných čerpadel je jejich relativně omezený výkon, pokud mají zároveň zůstat ekonomická. Ještě před několika lety byla drtivá většina novostaveb na vytápění až dvakrát energeticky náročnější. S příchodem nových materiálů, zateplovacích technologií, úspornějších systémů hospodaření s teplem a především s nástupem nízkoenergetických staveb dnes budovy ke svému provozu potřebují mnohem méně tepla než v minulosti. Technologie současných tepelných čerpadel sice od jejich objevu zůstává takřka stejná (princip je znám přes 100 let), ale je možné navrhovat mnohem menší a levnější zařízení, jež dokážou běžný dům zásobit bez problémů. Navíc se stoupajícími cenami alternativních zdrojů energie a díky znatelné návratnosti investic role těchto zařízení roste. Obecně platí, že čím nižší energetické nároky na vytápění stavba má a čím jsou vytápěné prostory menší, tím je návratnost investice do finančně nákladnějších otopných soustav delší.
Tepelná čerpadla většinou pracují s tepelným spádem 50/40 °C (tj. teplota topného média, která vstupuje do topného tělesa a teplota při které topné těleso opouští). Běžné podlahové vytápění využívá teplotní spád 35/30 °C, který je tepelným čerpadlem snadno dosažitelný. Naproti tomu teplotní spád běžných radiátorů je potřeba 60/50 °C, avšak zvýšením teploty vody v otopném systému o 10 °C zvýšíme spotřebu elektřiny tepelného čerpadla a tím rovněž i cenu vyrobeného tepla asi o 25–30 %. Standardní tepelné čerpadlo může ohřívat otopnou soustavu maximálně na 60 °C, ale na trhu jsou také vysokoteplotní tepelná čerpadla, která dokážou vodu v otopné soustavě ohřívat až na 70 °C.
V roce 2018 byl podíl novostaveb rodinných a bytových domů s tepelným čerpadlem 12 %.
Při započtení všech nákladů v životním cyklu tepelného čerpadla, nemusí být (bez dotace) takové vytápění levnější než vytápění elektřinou.

## Druhy tepelných čerpadel
Existují různé druhy tepelných čerpadel, které jsou blíže označovány slovním přídomkem. První slovo v názvu označuje, kde systém získává teplo. Slovo za spojovníkem pak definuje, jakým způsobem ho předává dál. Nejčastějšími typy tepelných čerpadel jsou následující:

### Tepelné čerpadlo země/voda
- Princip: Teplo je ze země do vody předáváno obíhající nemrznoucí kapalinou o nízké teplotě varu. Ta v plynném stavu sbírá teplo v potrubí uloženém do vrtu nebo do kolektoru pod povrchem země. V okruhu je pro dosažení požadované vysoké teploty zařazen kompresor.
- Cyklus: V plastové trubce, několik set metrů dlouhé (zemním kolektoru), teče velmi chladná nemrznoucí kapalina, která se průchodem zemí ohřívá (v nezámrzné hloubce je stálá teplota cca 4 °C). Odtud putuje do prvního výměníku, kde teplotu předá plynnému médiu. V okruhu kompresoru se plyn stlačí, čímž se výrazně zahřeje. Ve druhém výměníku předá onen tepelný přírůstek topné vodě.
- Odebírat nízkopotenciální energii ze země můžeme pomocí horizontálního plošného kolektoru nebo vertikálního vrtu.
- Na 1 kW výkonu tepelného čerpadla potřebujeme cca 12 m vrtu. Běžná hloubka jednoho vrtu je 50–150 m, ve výjimečných případech dosahuje hloubky až 200 m. Pokud je třeba zajistit pro tepelné čerpadlo více energie, odnímá se teplo z více vrtů.
- Obecně lze říci, že na 1 kW výkonu tepelného čerpadla potřebujeme cca 30 m2 pozemku.
- Cena se pohybuje od cca 250 tis., topný výkon od cca 7 kW.
- U vrtu je třeba počítat s jeho regenerací, jinak může dojít k jeho vyčerpání a zamrznutí. Poté již zpravidla není vrt možné používat!

### Tepelné čerpadlo vzduch/voda
Teplo je odebíráno ze vzduchu přes výparník tepelného čerpadla, jímž proudí venkovní vzduch. Výhodou tohoto zařízení jsou nízké pořizovací náklady a nenáročná instalace. Základ vychází z tepelného čerpadla vzduch/vzduch, tedy klasické klimatizace. Systém je doplněn o tak zvaný hydrobox, který teplo převádí do topné vody. Nevýhodou je závislost topného faktoru na teplotě vzduchu. V dnešní době tato zařízení efektivně pracují do −15 °C, některá tepelná čerpadla až do −20 °C. Pro vytápění při nižších teplotách je do hydroboxu instalován malý elektrokotel, který tepelnému čerpadlu pomáhá dosáhnout požadované teploty vody.Pokud teplota zpátečky přesáhne výstupní teplotu tepelného čerpadla, zařízení funguje jako prostý elektrokotel.
Momentálně je tento způsob vytápění budov považován spolu s kondenzačními plynovými kotli za nejekonomičtější na poli teplovodního vytápění. Tepelné čerpadlo vzduch/voda pro rodinný dům stojí přibližně 180 až 280 tisíc Kč.

### Tepelné čerpadlo voda/voda
Toto čerpadlo získává teplo z vody, nejčastěji studny. Je potřeba mít dvě studny – čerpací a vsakovací. Voda se z jedné studny převádí přes výparník do druhé. Dosahuje nejvyššího topného faktoru.
Nevýhodou je, že může dojít k vyčerpání studny. I proto lze využít pouze v místech, kde je dostatek vody. Tento typ se u nás vzhledem k omezující legislativě, jeho náročnosti na podmínky a údržbu v podstatě nepoužívá.

### Tepelné čerpadlo vzduch/vzduch
Tyto systémy jsou většinou konstruovány především jako klimatizace, která ale v zimě může pracovat obráceně, tedy jako tepelné čerpadlo. Hodí se zejména na přitápění v období jara a podzimu a v případě k tomu přizpůsobených  jednotek i k celoročnímu vytápění. Vzhledem k výstavbě domů s nízkou tepelnou ztrátou a řízeným větráním je tento způsob vytápění stále častější (i tak je ale jeho použití výjimečné).
Tento typ tepelných čerpadel je investičně nejvýhodnější: 8kW jednotka stojí cca 70 tis. bez nutnosti pořizovat teplovodní soustavu. Cena multi‑splitového systému se třemi vnitřními jednotkami (tzn. do tří místností) je přibližně shodná. Více je popsáno v článku klimatizace.

## Zdroje energie
- Země – geotermální energie uložená v horninách nebo naakumulovaná sluneční energie v horních vrstvách zeminy. Využívá se u čerpadel země/voda.
- Vzduch – používá se u systémů vzduch/voda a vzduch/vzduch.
- Voda – nejčastěji podzemní voda z vrtu, která je v tepelném čerpadle ochlazena a jiným vrtem se vrací zpět do země. Používá se pro tepelná čerpadla voda/voda.

## Teplosměnné médium
- Voda – obvykle jde o topnou vodu užívanou k ohřevu teplé užitkové vody, radiátorů, podlahového topení, bazénů apod.
- Vzduch – viz teplovzdušné vytápění

## Rizika
Tepelná čerpadla představují riziko pro zásoby podpovrchové vody.

## Podpora tepelných čerpadel v České republice
V České republice je pořízení tepelného čerpadla coby ekologického zdroje tepla podporováno v rámci dotačního titulu Nová zelená úsporám administrovaného Státním fondem životního prostředí ČR a zaměřeného na úspory energie a obnovitelné zdroje energie v rodinných a bytových domech. Pro rok 2021 činí maximální výše dotace na tepelné čerpadlo vzduch/voda při současné žádosti o dotaci na zateplení objektu a výměnu zdroje 75 000 Kč. Na tepelné čerpadlo se systémem země/voda či voda/voda je možné získat dotaci až 100 000 Kč. Jednou z hlavních podmínek pro získání dotace je maximální měrná potřeba tepla na vytápění 150 kWh/m2 za rok. Zájemci o dotaci získávají rovněž 5 000 Kč na zpracování odborného posudku.
Další možností získání dotace na výměnu zdroje jsou tzv. kotlíkové dotace, což je celorepublikový dotační program na výměnu nevyhovujících kotlů pro rodinné domy za moderní způsoby vytápění. V letech 2016–2020 byl objem celkových evropských dotačních prostředků přístupných pro občany ČR z OPŽP 9 miliard korun. Kotlíkové dotace budou pokračovat až do roku 2022. Nově se budou soustředit i na domácnosti s nižšími příjmy, kterým nabízí možnost získat až 95 % nákladů na výměnu starého kotle. Možnost vyměnit si kotel s dotací budou mít stále i ostatní domácnosti, ty dostanou na výměnu až 50 %. Domácnosti si budou moci požádat o dotace maximálně do 1. 9. 2022, kdy začne platit zákaz provozu starých, neekologických kotlů.
Pro zřízení tepelného čerpadla je v určitých případech nutné nechat zpracovat hydrogeologický posudek, získat povolení k nakládání s podzemními vodami a případně nechat provést posouzení vlivů na životní prostředí. Stavební úřady mohou vyžadovat i měření hlučnosti. Přes den by hluk neměl překročit 50 dB, v nočních hodinách 40 dB. Problémy s hlukem způsobeným čerpadlem lze řešit s pomocí úřadů či následně žalobou.

## Příklady využití
Pražská plynárenská zahájí v roce 2023 provoz dvou velkých tepelných čerpadel využívajících teplotní spád odpadních vod, která by mohla generovat až 20 % spotřeby tepla v Praze. Čerpadlo na Ústřední čistírně odpadních vod v Praze má výkon 200 MW, na Rohanském ostrově je plánováno další 100 MW.